# Joomla!
Joomla er et gratis opensource Content Management System, skrevet i PHP og anvender MySQL som database. Fra version 2.5 kan MS-SQL også bruges.
Navnet Joomla er et Swahili ord som betyder "Alle samlet".

## Historie
Den første udgave af Joomla!, der blev frigivet den 16. september 2005, er en videreudvikling af Mambo ver. 4.5.2.3., som opstod fordi nogle ville gå en anden vej, end hvad Mambo gjorde på det tidspunkt.
Den 22. januar 2008 blev "Joomla! 1.5 stable" også kaldet Khepri udgivet. Der bliver dog stadig udviklet lidt og lukket nogle sikkerhedshuller på den gamle udgave som lige pt. er oppe på version 1.0.15.

## Version
|                                                                           | Udgave | Udgivelsesdato     | Supported until                   |
| ------------------------------------------------------------------------- | ------ | ------------------ | --------------------------------- |
| 1.x                                                                       | 1.0    | 17. september 2005 | 22. juli 2009                     |
| 1.x                                                                       | 1.5    | 21. januar 2008    | 30. september 2012, LTS (engelsk) |
| 1.x                                                                       | 1.6    | 10. januar 2011    | 19. august 2011                   |
| 1.x                                                                       | 1.7    | 19. juli 2011      | 24. februar 2012                  |
| 2.x                                                                       | 2.5    | 24. januar 2012    | 31. december 2014, LTS            |
| 3.x                                                                       | 3.0    | 27. september 2012 | 31. maj 2013                      |
| 3.x                                                                       | 3.1    | 23. april 2013     | 31. december 2013                 |
| 3.x                                                                       | 3.2    | 6. november 2013   | 20. oktober 2014                  |
| 3.x                                                                       | 3.3    | 20. april 2014     | 25. februar 2015                  |
| 3.x                                                                       | 3.4    | 25. februar 2015   | 21. marts 2016                    |
| 3.x                                                                       | 3.5    | 21. marts 2016     | 12. juli 2016                     |
| 3.x                                                                       | 3.6    | 12. juli 2016      | 25. april 2017                    |
| 3.x                                                                       | 3.7    | 25. april 2017     | 19. september 2017                |
| 3.x                                                                       | 3.8    | 19. september 2017 | 30. oktober 2018                  |
| 3.x                                                                       | 3.9    | 30. oktober 2018   | 16. august 2021                   |
| 3.x                                                                       | 3.10.x | 16. august 2021    | 17. august 2023, LTS              |
| 4.x                                                                       | 4.0    | 17. august 2021    | 15. februar 2022                  |
| 4.x                                                                       | 4.1    | 15. februar 2022   | 16. august 2022                   |
| 4.x                                                                       | 4.2    | 16. august 2022    | 18. april 2023                    |
| 4.x                                                                       | 5.2.3  | 7 januar 2025      | 18. april 2023                    |
| 4.x                                                                       | 6.0    | 19 juli 2024       | N/A                               |
| Old version Older version, still maintained Latest version Future release |        |                    |                                   |

## Features
Joomla! indeholder blandt andet ting som:
- Afstemninger (polls)
- Blog
- Side-caching
- Søgefunktion
- Internationalisering
- Nyhedsarkiv
- RSS feeds

## Links
- http://www.joomla.org/ – Officiel hjemmeside for Joomla!
- http://www.joomla.dk/ – Det danske supportsite for Joomla!

- Wikimedia Commons har flere filer relateret til Joomla!